# Singhasari

Regno di Singhasari

Singhasari fu un regno situato nell'isola di Giava orientale tra il 1222 e il 1292. Il regno successe al Regno di Kediri come regno dominante nel Giava orientale. Copriva una superficie di 300.000 kmq all'apice e tra i suoi stati vassalli includeva l'impero di Tanjungpura, a sua volta potenziale padrone del regno di Sambas.

## Storia
Singhasari (altra ortografia: Singosari) è stata fondata da Ken Arok (1182-1227/1247), la cui storia è racconto per bambini popolare in Giava centrale e orientale. La maggior parte della storia della vita di Ken Arok e anche la prima storia di Singhasari pervenutaci dalle cronache di Pararaton, che incorpora anche alcuni aspetti mitici. Ken Arok era un orfano nato da una madre di nome Ken Endok e padre ignoto (alcuni racconti dichiarato che era un figlio del dio Brahma) nel regno di Kediri.
Ken Arok è passato da essere un servo di Tunggul Ametung, un governante regionale di Tumapel (oggi Malang) a diventare sovrano di Java da Kediri. Egli è considerato il fondatore della dinastia Rajasa sia del Singhasari e poi dei re di Majapahit. Dopo la sua morte, gli successero i suoi figli Anusapati e Panji Tohjaya.
L'Indonesia fu una delle poche aree che sventarono l'invasione dalla orda mongola respingendoli nel 1293.
Poiché Kublai Khan della dinastia mongola degli Yuan in Cina venne a conoscenza della ricchezza dell'impero giavanese di Singhasari. Inoltre, Singhasari aveva formato un'alleanza con Champa, un altro stato potente della regione. Sia Giava (Singhasari) che Champa erano preoccupati per l'espansione e le incursioni mongole contro gli stati confinanti, come la loro incursione di Bagan (Pagan) in Birmania.
Il Khan mandò degli ambasciatori con la richiesta di sottomissione.

## Regnanti Singhasari

Genealogia della dinastia Rajasa

- Ken Arok 1222 – 1227
- Anusapati 1227 – 1248
- Panji Tohjaya 1248
- Wisnuwardhana 1248 – 1268
- Kertanegara 1268 – 1292